# Titaluk
La rivière Titaluk est un cours d'eau d'Alaska, aux États-Unis situé dans le borough de North Slope. C'est un affluent de la rivière Ikpikpuk.

## Description
Longue de 180 milles (290 km), elle coule en direction du nord-est pour se jeter dans la rivière Ikpikpuk.
Son nom lui a été donné par l'United States Geological Survey en 1924. C'est celui du premier poisson qui y a été pêché par W.L. Howard en juin 1886 : Tee-tal-uk.

## Sources
- (en) « Titaluk », Geographic Names Information System